# Gora Polynova
Gora Polynova (englische Transkription von russisch Гора Полынова Gora Polynowa) ist ein Nunatak im westantarktischen Queen Elizabeth Land. Im Dufek-Massiv der Pensacola Mountains ragt er unmittelbar nordöstlich des Nutt Bluff auf.
Russische Wissenschaftler benannten ihn. Der weitere Benennungshintergrund ist nicht überliefert.